# Leucauge rubripleura
Leucauge rubripleura este o specie de păianjeni din genul Leucauge, familia Tetragnathidae. A fost descrisă pentru prima dată de Mello-leitao, 1947. Conform Catalogue of Life specia Leucauge rubripleura nu are subspecii cunoscute.